# Wang Jie (compositrice)
Pour les articles homonymes, voir Wang Jie.
Wang Jie ((zh)), née en 1980, est compositrice américaine née chinoise.

## Biographie
Wang Jie est née et a été élevée à Shanghai. Elle était enfant prodige du piano à l'âge de cinq ans. Une bourse de la Manhattan School of Music l'amena en 2000 aux États-Unis où elle étudia la composition avec Nils Vigeland (en) et Richard Danielpour. Ses œuvres ont été jouées à travers les États-Unis, l'Asie et l’Europe. Elle a reçu des honneurs et des prix de l'ASCAP, de la BMI Foundation (en), du Centre de musique américain (en), de l’Opera America (en) et de la Manhattan School of Music,,.
Alors qu'elle était encore étudiante, son opéra tragique Nannan fut joué par le VOX, Contemporary Opera Lab du New York City Opera. Flown, un opéra de chambre, une médiation sur deux amants qui doivent se séparer, fut produit par le Music Theatre Group et le cycle de chants inspiré d'Emily Dickinson I Died for Beauty fit partie de la cérémonie d'ouverture du festival de musique moderne de Beijing. Son trio avec piano, Shadow, qui raconte la vie intérieur d'un enfant autiste, fut joué par le New Juilliard Ensemble en lever de rideau de la série de concerts d'été du Museum of Modern Art.
Comme premier compositeur récompensé par le Milton Rock Fellowship prize, elle fut chargée de composer le ballet Five Phases of Spring pour la Rock School for Dance Education de Philadelphie, et sa Death of Socrates remporta le Northridge Composition Prize.
Sa Symphony No. 1 (Awakening) a fait partie de la saison musicale 2010 du Minnesota Orchestra.
John Corigliano décrit la Symphony No. 1 (Awakening) comme « magnifiquement écrite — elle sait comment prendre quelques notes et les faire tourner en une forme plus grande — une qualité rare chez les compositeurs d'aujourd'hui,. » Robert Beaser (en) trouve son travail « d'une élégance et d'une clarté élémentaire ,, » le Pittsburgh Tribune-Review caractérisant cette symphonie comme « une composition soigneusement conçu qui embrasse à la fois l'expression moderne classique chinoise et occidentale,. »
En février 2012 Wang Jie se voit attribuer la bourse Charles Ives de l'American Academy of Arts and Letters.

## Œuvres

### Pour orchestre
- Deer Cry (2004)
- Three Miniature Pieces for Orchestra (2004)
- Death of Socrates (2006)
- The Book of Songs – Swamp's Shore (2007)
- Fanfare for Orchestra (2007)
- Requiem (2007)
- Symphony No. 1 (2008)
- Five Faces of Joy (2009)

### Opéras
- Nannan (2007)
- The Animal Carnival (2009)